# Florenella
Florenella en ocasiones erróneamente denominado Florennella, es un género de foraminífero bentónico invalidado, aunque considerado un sinónimo posterior de Bessiella, un género también invalidado de la subfamilia Dainellinae, de la familia Loeblichiidae, de la superfamilia Loeblichioidea, del suborden Fusulinina y del orden Fusulinida. Su especie tipo era Plectogyra rotayi var. stricta. Su rango cronoestratigráfico abarcaba desde el Struniense (Devónico superior) hasta el Dinantiense (Carbonífero inferior).

## Discusión
Clasificaciones previas hubiesen incluido Florenella en la subfamilia Endostaffellinae, de la familia Endothyridae de la superfamilia Endothyroidea. Clasificaciones recientes hubiesen incluido Florenella en el orden Endothyrida, de la subclase Fusulinana, de la clase Fusulinata.

## Clasificación
Bessiella incluía a las siguientes especies:
- Florenella stricta †
- Florenella amplissima †